# Shabba Ranks
Shabba Ranks er en Reggae/Dancehall-mc fra Jamaica. Han blev bl.a. kendt for nummeret "Mr. Loverman".